# Salamandre noire
Salamandra atra
 (avril 2025).
Si vous disposez d'ouvrages ou d'articles de référence ou si vous connaissez des sites web de qualité traitant du thème abordé ici, merci de compléter l'article en donnant les références utiles à sa vérifiabilité et en les liant à la section « Notes et références ».
Espèce
Synonymes
- Salamandra fusca Laurenti, 1768
- Salamandra nigra Gray, 1850
- Salamandra nera Dugès, 1852
- Salamandra alpestris Knauer, 1883
- Salamandra atra prenjensis Miksic, 1969
- Salamandra atra aurorae Trevisan, 1982
- Salamandra aurorae Trevisan, 1982
- Salamandra atra pasubiensis Bonato & Steinfartz, 2005

Statut de conservation UICN

 LC  : Préoccupation mineure
Salamandra atra est une espèce d'urodèles de la famille des Salamandridae. En français elle est nommée salamandre noire ou salamandre alpestre ou salamandre de montagne.

## Répartition

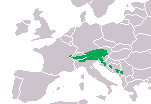

Cette espèce se rencontre de 400 à 2 800 m d'altitude dans les Alpes en France, en Allemagne, en Suisse, en Italie, en Autriche, au Liechtenstein, en Slovénie, en Croatie, en Bosnie-Herzégovine, en Serbie, au Monténégro et en Albanie, et en Algérie.

## Description

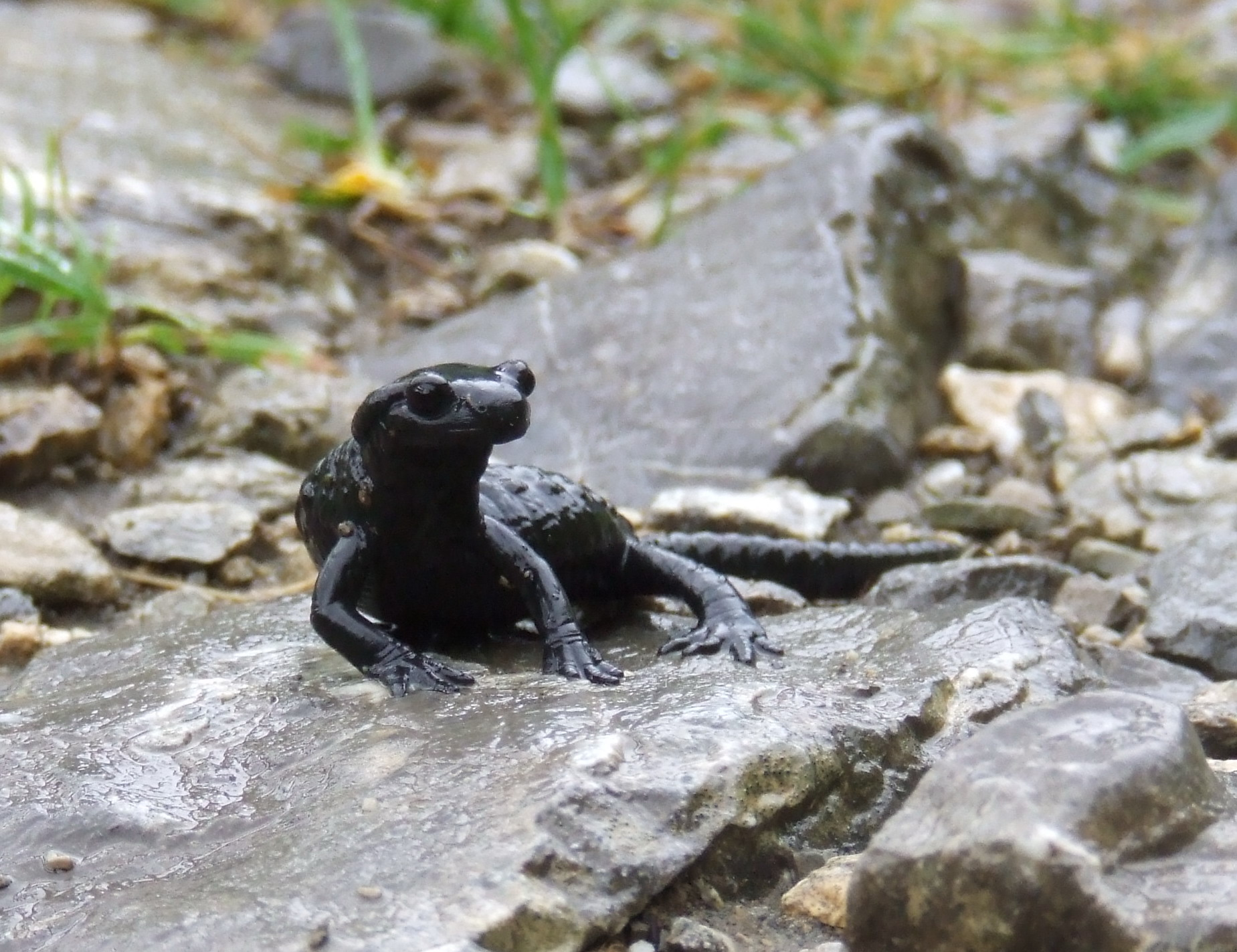

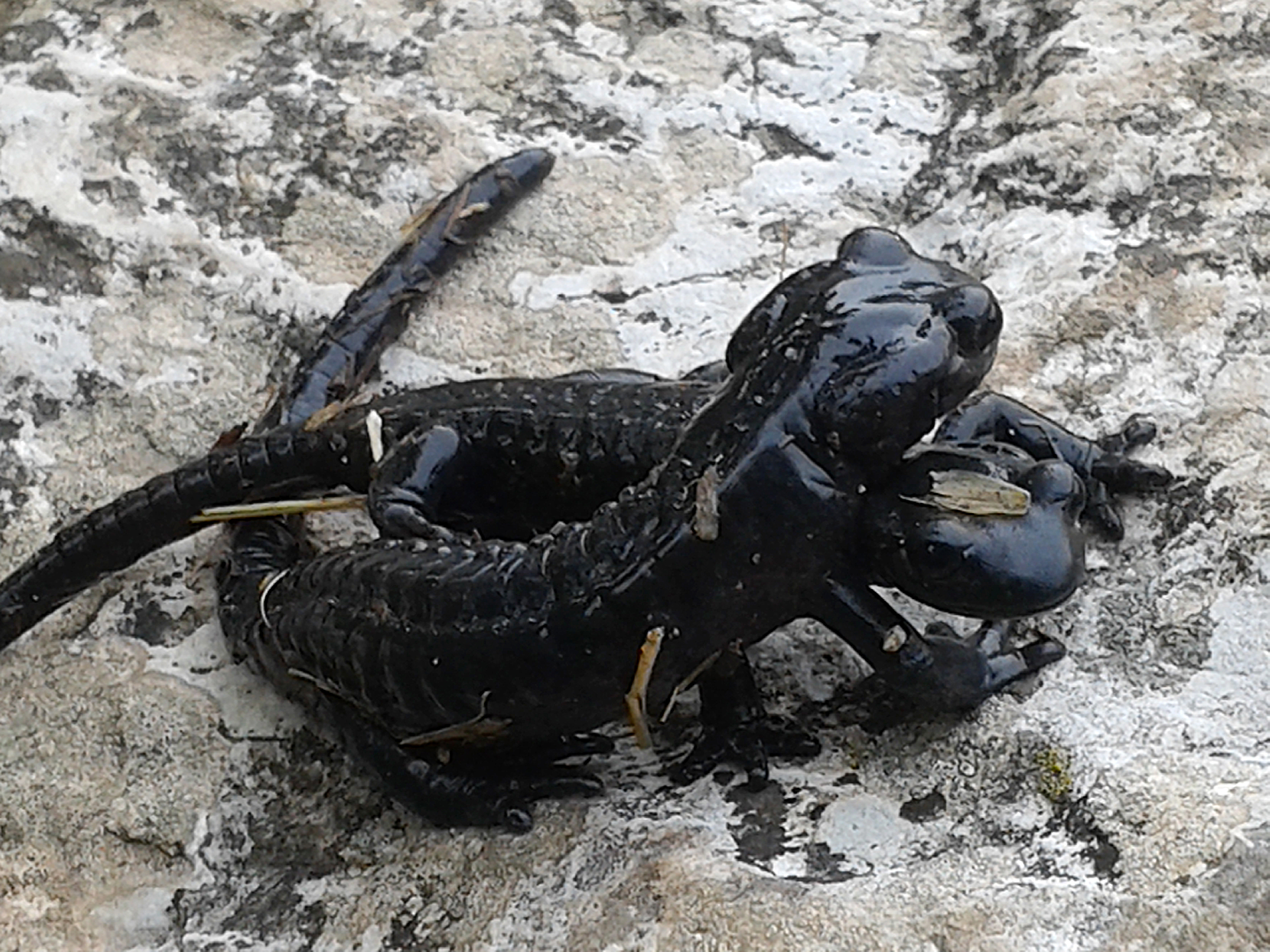
Salamandra atra - Muséum de Toulouse

Les mâles mesurent jusqu'à 144 mm et les femelles jusqu'à 151 mm. Parfaitement adaptée à la vie terrestre, son cycle de vie ne nécessite aucune phase aquatique, à l'inverse de la plupart des Lissamphibiens, puisque la femelle met bas des petits entièrement formés, et non pas des larves.
C'est une espèce très proche de la Salamandre tachetée (Salamandra salamandra), mais dont l'habitat est exclusivement montagnard. Sa couleur noire lui permet probablement de pouvoir absorber la chaleur du soleil.

## Liste des sous-espèces
Sous-espèces selon Dubois & Raffaëlli, 2009 :
- Salamandra atra atra Laurenti, 1768
- Salamandra atra aurorae Trevisan, 1982
- Salamandra atra prenjensis Miksic, 1969
- Salamandra atra pasubiensis Bonato & Steinfartz, 2005

## Étymologie
Le nom spécifique atra vient du latin « ater, atra, atrum », sombre ou noir, en référence à la couleur de cette espèce. La sous-espèce Salamandra atra prenjensis, composé de prenj et du suffixe latin -ensis, « qui vit dans, qui habite », lui a été donné en référence au lieu de sa découverte, le massif de Prenj. La sous-espèce Salamandra atra pasubiensis, composé de pasubi et du suffixe latin -ensis, « qui vit dans, qui habite », lui a été donné en référence au lieu de sa découverte, le mont Pasubio.

## Publications originales
- Bonato & Steinfartz, 2005 : Evolution of the melanistic colour in the Alpine Salamander Salamandra atra as revealed by a new subspecies from the Venetian Alps. Italian Journal of Zoology, vol. 72, p. 253-260.
- Laurenti, 1768 : Specimen medicum, exhibens synopsin reptilium emendatam cum experimentis circa venena et antidota reptilium austriacorum Vienna Joan Thomae p. 1-217 (texte intégral).
- Miksic, 1969 : A new subspecies of the alpine salamander (Salamandra atra prenjensis nov.). Glasnika Zemaljskog Muzeja u Bosni i Hercegovini. Sarejevo, vol. 8, p. 83-86.
- (en) Mourad Ahmim, Fares Zoutal, Amine Berrahal et Wouter Beukema, « First report of a melanistic North African fire salamander Salamandra algira Bedriaga, 1883 from Algeria (Amphibia: Salamandridae) », Herpetology Notes, vol. 14,‎ 20 août 2021, p. 1123–1125 (ISSN 2071-5773, lire en ligne)